# 螢光棒舞蹈
螢光棒舞蹈（cyalume dance）屬於一種御宅藝所延伸出來的舞蹈，不同於御宅藝，以螢光棒將直線和曲線的光軌與舞蹈結合，在全世界都是全新的舞蹈表現形式。

## 歷史
ヲタ芸原是偶像應援的種方式，但因為漸漸有許多人不是「為了看喜歡的偶像而去現場」，而是「為了玩ヲタ芸去現場」，因此ヲタ芸漸漸退出偶像場。反而漸漸進入地下偶像場。
2009年，一群喜歡ヲタ芸的朋友們聚集組成ギニュ～特戦隊，原本只是一群喜歡跑場偶像應援的朋友們組成的團體，在2009年嘗試把ヲタ芸和螢光棒作結合，拍攝成影片，在網路造成風潮，被外界稱之為「CyalumeDance（螢光棒舞蹈）」
2010年後，許多人開始效法新的ヲタ芸方式，產生了許多很不同風格的技術和打師。逐漸在日本和海外開始流行。
之後的ギニュ～特戦隊(2017年後改為英文名GinyuforcE) 開始在傳統的ヲタ芸(又稱關西藝)加入其他編舞的元素，成了一種舞蹈形式，被外界稱之為「CyalumeDance（螢光棒舞蹈）」。創新同時也不斷的向海內外推廣ヲタ芸文化，現今「ヲタ芸 」 「CyalumeDance（螢光棒舞蹈）」漸漸成了一種風靡全世界的藝術表演的形式，還曾經舉辦世界級的比賽。

## 使用的螢光棒
主要使用兩種螢光棒，化學螢光棒和電子螢光棒。
化學螢光棒主要是用來表演、拍攝影片用，效果佳，一次性使用，花費較高。最常見的是由lumica公司製造的「大閃光」系列螢光棒。
電子螢光棒的好處在於可多次使用，可以自行魔改成不同顏色和亮度，主要是用來練習用。種類很多種，以光羽星的PL(Polar light)和YAMATO的CL(cheerlight)最為常見。

## Cyalume Dance World Battle
Dance World Battle是由「ギニュー特戦隊」的ギア和lumica公司合辦的國際性螢光棒舞蹈比賽。會在世界各地的ACG活動會場上，選拔區域冠軍。最後再到日本秋葉原一決雌雄。
目前已經舉辦了兩屆，第一屆世界冠軍是來自日本的水矩。第二屆冠軍是來自台灣的小祈（Hong)。